# Jules Calbairac
Jules Calbairac, né le 28 octobre 1857 à Toulouse et décédé le 6 mars 1935 dans la même ville, est un architecte toulousain.

## Biographie
Il fait ses études à l'École supérieure des beaux-arts de Toulouse. 
Sa première œuvre d'importance est une grande villa d'architecture néo-mauresque pour le voyageur George Labit capable d'héberger les nombreux objets ramenés de ses voyages en Extrême-Orient. Cette villa est maintenant le Musée Georges-Labit.   
Dans un style néo-renaissance, il construit un hôtel particulier pour l'industriel Paul-Marius Thomas. La cour intègre une partie de l'ancien Hôtel de Pins démonté lors du percement de la rue du Languedoc.    
Il réalise ensuite de nombreux immeubles dans Toulouse,.    
Jules Calbairac se marie en 1893 avec Marthe Prouvost. Leur fils ainé Henri, né en 1896 et mort assassiné à Hanoï le 18 aout 1945, fait une carrière de médecin militaire. La rue du Médecin Colonel Calbairac  à Toulouse porte son nom. Leur  fils Gaston, né en 1902, est juriste. Il publie en 1966 un ouvrage de 27 pages sur l’œuvre de son père.

## Œuvres principales
- 1893  : musée Georges-Labit, Toulouse[6] ;
- 1895 : immeuble, 9 allées François-Verdier, Toulouse ;
- 1901-1904 : hôtel Thomas de Montval, rue Croix-Baragnon, Toulouse, Inscrit MH[7] ;
- 1905  : immeuble, Angle de la rue du Languedoc et place des Carmes, Toulouse[8] ;
- 1910 : 15 rue des Arts, Toulouse ;
- début du XXe siècle : immeuble, 18 rue Raymond-IV, Toulouse.